# デビッド・E・ケリー
デビッド・エドワード・ケリーもしくはデイヴィッド・エドワード・ケリー（英: David Edward Kelley、1956年4月4日 - ）は、アメリカ合衆国の脚本家、テレビドラマプロデューサー、映画プロデューサーである。
メーン州生まれ。プリンストン大学およびボストン大学のロー・スクールで学んだ後、ボストンにて弁護士として働いていたが、1980年代にシナリオ執筆に関わるようになり、『L.A.ロー 七人の弁護士』の数エピソードの脚本を担当したことが彼にとって最初のキャリアとなった。
弁護士を題材とするドラマの制作が多く、代表作に刑事弁護を描いた『ザ・プラクティス』や民事裁判を描いた『アリー my Love』・『ボストン・リーガル』などがある。いずれも彼自身が弁護士として働いていたボストンを舞台としている。また、この3作品は、『ザ・プラクティス』と『アリー my Love』とが相互にクロスオーバーを行って主要キャストが相手方の作品に同じ役でゲスト出演し、そして『ボストン・リーガル』が『ザ・プラクティス』のスピンオフ作品であることから、同一の世界観を共有している。
1993年に女優のミシェル・ファイファーと結婚、二人の子供がいる。

## 担当作品

### テレビ番組
- 天才少年ドギー・ハウザー（1989-1993）
- ピケット・フェンス（1992-1996）
- シカゴ・ホープ（1994-2000）
- ザ・プラクティス ボストン弁護士ファイル（1997-2004）
- アリー my Love（1997-2002）
- ボストン・パブリック（2000-2004）
- ボストン・リーガル（2004-2008）
- ハリーズ・ロー 裏通り法律事務所（2010-2011）
- 弁護士ビリー・マクブライド (2016-)
- ビッグ・リトル・ライズ (2017-)
- ミスター・メルセデス (2017-2019)
- フレイザー家の秘密 (2020)
- リンカーン弁護士 (2022)
- ラブ&デス (2023)

### 映画
- U.M.A レイク・プラシッド（1999）
- ミステリー、アラスカ（1999）